# Xouthos (philosophe)
Pour les articles homonymes, voir Xouthos (homonymie).
Xouthos (en grec ancien Ξοῦθος / Xoûthos, en latin Xuthus) est un philosophe du / des Ve et / ou IVe siècle(s) av. J.-C., disciple de Pythagore d’après Simplicios de Cilicie, maître en Thrace de Démocrite, Archytas de Tarente, Xénophile de Chalcis ; à Phlionte, d'Échécrate, Dioclès de Phlionte, Phanton de Phlionte et Polymnastos de Phlionte.

## Philosophie
Il soutient  que les principes sont le « rare » et le « dense », hypothèse qui conduit à l’affirmation de l’existence du vide car sans ces principes et le vide il n’y aurait pas de mouvement. Selon lui le monde ondule en s’enflant et en diminuant comme la mer.